# کرسپادورو
کرسپادورو (به ایتالیایی: Crespadoro) یک کومونه در ایتالیا است که در استان ویچنزا واقع شده‌است.

## خصوصیات
کرسپادورو ۳۰ کیلومترمربع مساحت و ۱٬۵۳۶ نفر جمعیت دارد و ۳۶۳ متر بالاتر از سطح دریا واقع شده‌است.